# Flughafen Zakynthos

i7
i11
i13
Der Flughafen Zakynthos „Dionysios Solomos“ (engl. Zakynthos International Airport „D. Solomos“, griechische Bezeichnung Kratikos Aerolimenas Zakynthou „Dionysios Solomos“ (IATA-Code: ZTH, ICAO-Code: LGZA)) ist der internationale Flughafen der griechischen Insel Zakynthos und liegt südwestlich der Inselhauptstadt Zakynthos, nordöstlich der Ortschaft Laganas und nördlich der Ortschaft Kalamaki. Der Flughafen wurde nach dem auf Zakynthos geborenen Dichter Dionysios Solomos benannt. Er dient sowohl dem nationalen als auch dem internationalen Flugverkehr. Damit ist er ein „Airport of Entry“. Der Flughafen wird nur für die zivile Luftfahrt benutzt. Auf dem Flughafen herrscht ein striktes Nachtflugverbot.

## Terminal und Flugfeld
Im Jahr 1981 wurde wegen hohem Passagieraufkommen ein neues Terminal errichtet. Ein weiterer Neubau zur Kapazitätserweiterung folgte. Auf dem Vorfeld befinden sich sieben Parkplätze für Flugzeuge. Der Flughafen besitzt nur eine Startbahn (Runway 16/34, Ausrichtung Nordnordwest-Südsüdost). Er verfügt nicht über parallel zur Startbahn verlaufende Rollbahnen (Taxiway). Im 21. Jahrhundert wurde auf dem Flughafen Zakynthos keine Luftfracht umgeschlagen; der Flughafen dient damit ausschließlich dem Personentransport.

## Betreiber
Im Dezember 2015 wurde die Privatisierung des Flughafens Zakynthos und 13 weiterer griechischer Regionalflughäfen mit der Unterzeichnung einer Vereinbarung zwischen dem Joint Venture zwischen der Fraport AG und der Copelouzos Group und dem staatlichen Privatisierungsfonds abgeschlossen. Die Konzession hat eine Laufzeit von 40 Jahren ab dem Zeitpunkt der Betriebsübernahme am 11. April 2017 und umfasst die Festlandflughäfen Thessaloniki, Aktion und Kavala sowie die Flughäfen auf den Inseln Kreta (Chania), Kefalonia, Korfu, Kos, Mykonos, Mytilini, Rhodos, Samos, Santorin, Skiathos und Zakynthos.
Im Frühjahr 2021 schloss Fraport die Renovierungsarbeiten am Terminal ab. Unter anderem wurde das Gebäude der Feuerwehr neu gebaut, fünf neue Check-in-Schalter eingerichtet und der Kontrollturm renoviert.